# Rezolucje Rady Bezpieczeństwa ONZ z roku 1959
Stałe miejsca w Radzie Bezpieczeństwa ONZ w 1959 posiadały:
- Francja
- Republika Chińska
- Stany Zjednoczone
- Wielka Brytania
- ZSRR

W roku 1959 członkami niestałymi Rady były:
- Argentyna
- Kanada
- Japonia
- Panama
- Tunezja
- Włochy

## Rezolucje
Rezolucje Rady Bezpieczeństwa ONZ przyjęte w roku 1959: 
- 132 (w sprawie Laosu)